# Winterveld
Winterveld is een plaats die oorspronkelijk tot de Zuid-Afrikaanse provincie Noordwest behoorde. De plaats maakt deel uit van de stad Tshwane die voor het overige deel uitmaakt van de provincie Gauteng. Winterveld is daarom in 2011 bij Gauteng gevoegd.